# Maragall (métro de Barcelone)
Pour les articles homonymes, voir Maragall.
Maragall est une station des lignes 4 et 5 du métro de Barcelone. Elle est située entre les arrondissements de Nou Barris, Horta-Guinardó et San Andrés de Barcelone.

## Histoire
La station Maragall (plateforme actuelle Maragall L5) est mise en service le 21 juillet 1959, lors de la mise en exploitation du tronçon de La Sagrera à Vilapicina,.
La plateforme Maragall L4 est mise en service le 19 avril 1982, lors de l'ouverture du tronçon de Guinardó (aujourd'hui Guinardó | Hospital de Sant Pau) à Roquetes (renommée depuis Via Júlia), sur la ligne 4,.
La station pourrait être renommée Passeig de Maragall, pour éviter toute confusion avec la future station des lignes 9 et 10 Plaça de Maragall, qui ne sont pas correspondantes.